# Tétrafluorure de zirconium
Le tétrafluorure de zirconium est un composé chimique de formule ZrF4. Il se présente sous la forme d'un solide blanc cristallisé translucide à indice de réfraction élevé peu soluble dans l'eau et qui s'hydrolyse au-dessus de 50 °C.
Le composé anhydre a une structure cristalline monoclinique stable, notée β, qui appartient au groupe d'espace I2/c (no 15, position 8) et a pour paramètres cristallins a = 957 pm, b = 993 pm, c = 773 pm et β = 94,28°. Il existe également une forme α tétragonale du groupe d'espace P42/m (no 84) ainsi qu'une forme γ non caractérisée. La forme β contient des unités ZrF8 de géométrie antiprismatique carrée dans laquelle chaque atome de fluor est coordonné à deux atomes de zirconium. Le trihydrate ZrF4·3H2O a une structure dimère triclinique, le monohydrate ayant quant à lui une structure cristalline tétragonale avec le groupe d'espace I42d (no 122).
On peut obtenir le fluorure de zirconium en faisant réagir du chlorure de zirconium(IV) ZrCl4 avec du fluorure d'hydrogène HF :
ZrCl4 + 4 HF ⟶ ZrF4 + 4 HCl.
Il est également possible de le préparer en traitant du dioxyde de zirconium ZrO2 avec de l'acide fluorhydrique HF :
ZrO2 + 4 HF ⟶ ZrF4 + 2 H2O.
Il peut être purifié par distillation ou par sublimation.

## Utilisation
Le fluorure de zirconium entre dans la composition des verres fluorés ZBLAN (en).
Mélangé à d'autres fluorures, tels que par exemple le fluorure de lithium LiF et le fluorure de béryllium BeF2 formant le FLiBe, c'est un liquide de refroidissement utilisé pour la conception de réacteurs nucléaires à sels fondus. Il entrait par exemple dans la conception du réacteur expérimental ARE (en) pour la propulsion nucléaire d'avions supersoniques dans les années 1950 ainsi que de son successeur, le réacteur expérimental à sels fondus (MSRE). Mélangé avec du fluorure de sodium NaF, c'est un liquide réfrigérant possible pour réacteurs nucléaires à très haute température.